# アドリアン・ナスタセ
アドリアン・ナスタセ（Adrian Nastase、1950年6月22日 - ）は、ルーマニアの政治家。下院議長。首相、社会民主主義党議長を歴任。

## その他
2004年の選挙戦に向けて約150万ユーロ（約1億5000万円）を不正に流用したとして禁錮2年の有罪判決を受けたが収監直前の2012年6月20日、銃で自殺未遂を起こした。